# Абрамець Ігор Ігорович
Абрамець Ігор Ігорович (нар. 3 серпня 1941, Краматорськ, Україна — лікар-фармаколог, доктор медичних наук (1989)

## Діяльність
Закінчив Донецький медичний інститут (1966), де відтоді й працює: старший лаборант, асистент, від 1989 р. — доцент.
В 1986—1991 роках обіймав посаду заступника проректора з наукової роботи. Від 1991 р. — професор кафедри фармакології з курсом клінічної фармакології.

## Наука
Наукове дослідження з модуляції синаптичної передачі в структурах центральної нервової системи біорегуляторами та фармакологічними речовинами спрямовані на створення передумов для раціонального підходу до пошуку фармакологічних речовин з потенціальною психотропною активністю.
Брав участь у створенні карбацетаму та пірикапірону. Розробляє синаптичні механізми формування слідів пам'яті і навичок навчання та принципів фармакології корекції цих процесів..

## Праці
- Модуляция эффективности межнейронных связей биорегуляторами и фармакологическими средствами. К., 1994 (співавт.);
- Нейрохімічні механізми довготривалої посттетанічної потенціації синаптичної передачі в ЦНС // Нейрофізіологія. 1995. Т. 27, № 3;
- Ноотропные вещества как модуляторы синаптических механизмов памяти. Д., 1996 (співавт.).;
- Фармакологія. Введення в фармако- і хіміотерапію. Д., 1996 (співавт.);
- Метаботропні глутаматні рецептори нейронів головного мозку і їх участь в довготривалих змінах ефективності міжнейронних синаптичних зв'язків // Журн. АМНУ. 1999. Т. 7, № 1.